# Eugène Riedweg
 (novembre 2013).
Si vous disposez d'ouvrages ou d'articles de référence ou si vous connaissez des sites web de qualité traitant du thème abordé ici, merci de compléter l'article en donnant les références utiles à sa vérifiabilité et en les liant à la section « Notes et références ».
Eugène Riedweg né le 22 septembre 1943 à Mulhouse, est un historien et homme politique français. Il fut adhérent du Parti socialiste, puis de La Gauche moderne.
Il étudie à Mulhouse, puis à la faculté de lettres de Strasbourg, puis devient professeur d'histoire à CES Bel Air à Mulhouse. Docteur en histoire, il fut correspondant départemental du comité d'histoire de la Seconde Guerre mondiale et de l'IHTP de 1977 à 1986. Il est également premier adjoint au maire de la ville de Mulhouse de 1989 à 2008, vice-président de la communauté d'agglomération Mulhouse Sud Alsace et président de Soléa (Transports de l'Agglomération mulhousienne) pendant 20 ans.

## Publications

### Ouvrages
- Mulhouse : ville occupée 1939-1945, Steinbrunn-le-Haut, Éditions de l'Orfraie, 1981
- Strasbourg : ville occupée : 1935-1945 : la vie quotidienne dans la capitale de *l'Alsace durant la Seconde Guerre mondiale, Steinbrunn-le-Haut, Éditions du Rhin, 1982
- L'Alsace et les Alsaciens de 1939 à 1945, thèse de doctorat, Strasbourg 1984
- Du mur païen à la ligne Maginot, 25 siècles de fortifications dans la vallée du Rhin CRDP, Strasbourg 1989
- La Libération de Mulhouse et du sud de l'Alsace, Mulhouse, 1994
- Les Malgré-nous : histoire de l'incorporation de force des Alsaciens-Mosellans dans l'armée allemande, Mulhouse, Éditions du Rhin, 1995
- Mulhouse : images d'une ville singulière, Mulhouse, Éditions du Rhin, 1997
- Mulhouse en France : 1798-1998 : deux siècles de volonté humaine (avec Raymond Oberlé, Frédéric Guthmann et al.), Mulhouse, Éditions du Rhin, 1998
- Mulhouse sur rails" : un siècle de transports publics - La Nuée Bleue 2007
- La Libération de l'Alsace. Septembtre 1944 - Mars 1945 - Tallandier, 2014.

### Articles
- « La mise au pas », 1941 (3 articles), Saisons d'Alsace n° 114
- « Le jour le plus noir », 1942, Saisons d'Alsace n° 117
- « Guerre totale 1943 », Saisons d'Alsace n° 121
- « Le glacis des années trente », Saisons d'Alsace n° 123
- « Les débuts de la liberté 1944 » (3 articles), Saisons d'Alsace n° 124
- « La Victoire 1945 », Saisons d'Alsace n° 127
- « Le glacis des années trente », Saisons d'Alsace n° 123
- « Mulhouse à la belle époque » (cahier spécial des DNA Mulhouse 1971)
- « Mulhouse durant la guerre » 1914-1918 (cahier spécial des DNA Mulhouse 1972)
- « La libération de Mulhouse » (cahier spécial des DNA Mulhouse 1994)
- « Mulhouse en 1900 » - annuaire historique de Mulhouse 1995

## Distinctions
- Chevalier de la Légion d'honneur [3] par décret du 31 décembre 2009[4], pour ses services rendus à la nation dans le domaine des transports.
- Chevalier de l'ordre national du Mérite